# هزارتو (مجموعه تلویزیونی)
هزارتو مجموعه مستندی اپیزودی می‌باشد که دربارهٔ تاریخ روابط ایران و بریتانیا و قحطی ۱۲۹۸–۱۲۹۶ ایران ایران است که به کارگردانی کاوه مظاهری ایران در سال ۱۳۹۱ خورشیدی ساخته شد. این مجموعه نخست با نام مستند پرهیب (ارتش پنهان) ساخته شد و با تغییر نام در شبکه یک سیما و شبکه مستند بارها روی آنتن رفته‌است.

## جزئیات
مجموعه مستند با حمایت ادارهٔ کل تولید برنامه سیاسی صداوسیما ساخته می‌شود و جزوه معدود پروژه‌های بازسازی در تلویزیون است که نگارش آن دو سال به طول انجامید و شامل ترکیبی از مصاحبه، تصاویر آرشیوی، عکس، نقشه، تصاویر مستند و فیلم بازسازی است و لوکیشن‌های آن شامل کاخ گلستان، دانشکده جنگ، بیمارستان خانواده، شهرک سینمایی غزالی، دبیرستان انوشیروان دادگر و تعدادی از خانه‌های شخصی قدیمی است. مجموعه هزارتو شامل ۱۷۰ سکانش و حدود ۲۰۰ بازیگر در ان بازی کرده‌اند.